# アトムズマーチ
「アトムズマーチ」は、日本のプロ野球チームで現在の東京ヤクルトスワローズの前身に当たるアトムズの後援会が1969年（昭和44年）に作成した球団歌である。
作詞・サトウハチロー、作曲・岩代浩一。

## 解説
1950年（昭和25年）の2リーグ分裂時にセントラル・リーグへ加盟した国鉄スワローズは結成当初、公営企業の日本国有鉄道が球団を直接所有することが問題視されたため外郭団体の鉄道弘済会や交通協力会が「株式会社国鉄球団」への間接出資を行う特殊な体制で運営され、徳川夢声を会長として有志が組織した「国鉄スワローズ後援会」が球団の方針に強い影響力を持っていた。1965年（昭和40年）のシーズン途中、国鉄は球団運営から撤退しフジサンケイグループ傘下で「サンケイスワローズ」に改称する。翌1966年（昭和41年）、産業経済新聞社会長の水野成夫は少年ファン層の開拓を企図してフジテレビの看板番組であったテレビアニメ『鉄腕アトム』から取った「アトムズ」に球団名を変更したが、国鉄時代から活動していたスワローズ後援会も「アトムズ後援会」に改称し、球団のノベルティグッズ等を製造するようになる。
1969年（昭和44年）、球団がフジサンケイグループとヤクルト本社の共同運営体制を採ったことから企業名を外して単に「アトムズ」となったが、この時にアトムズ後援会の企画・製作で制定された応援歌が「アトムズマーチ」である。作詞者のサトウはアトムズと同じセントラル・リーグの中日ドラゴンズファンを自称しており、1950年（昭和25年）制定の球団歌「ドラゴンズの歌」で懸賞募集の審査委員および入選作の補作詞に関わっていたが「アトムズマーチ」を作詞する前年には雑誌の企画でアトムズファン代表の徳川夢声と対談を行ったことがある。
アトムズ後援会が作成したソノシートの歌唱者はボニージャックスであった。歌詞は全4番で、1番は「ファイト」、2番は「ダッシュ」、3番は「チャンス」、4番は「ナイン」を8回繰り返すのを始めリフレインが多用される特徴があり、各番の冒頭で「アトムズ」が4回、末尾では「アトムズ アトム アトムズ」を3回繰り返したのちに「アトムズ アトム」で締め、通しで合計44回の「アトムズ」が含まれる。4番は特に「勝利を祝う時に大きく歌う」と注意書きで指定されている。

### カバー
「アトムズマーチ」が作成された翌1970年（昭和45年）、球団の運営権がヤクルト本社の主導となり「ヤクルトアトムズ」へ改称された。「アトムズマーチ」は引き続き使用されたが、1972年（昭和47年）には砂川啓介が歌唱するカバー盤（規格品番：TP-2606）が東芝音楽工業から発売されている。このカバー盤は表題に「アトムズ・マーチ」と中点が入っており、原曲の4番をカットして全3番となったのを始め各番末尾の「アトムズ アトム」の部分が「ヤクルト アトム」に改訂されている等の違いがある。
B面には当時の監督であった三原脩が語りで参加する「野球一代」（作詞：中沢昭二、作曲：岩代浩一）を収録。

## その後
1973年（昭和48年）になり『鉄腕アトム』原作者の手塚治虫側から「アトムズ後援会が作成する球団のノベルティグッズが漫画のキャラクター商品と競合している」と製造業者からクレームを受けたとして申し入れが行われる。球団側と虫プロダクション（旧社）の間でキャラクター使用に関する契約条件が折り合わなかったことから球団名の再変更が検討され、翌年以降は国鉄時代の「スワローズ」を8年ぶりに復活させることになった。スワローズに球団名を戻して2シーズン目となる1975年（昭和50年）には新球団歌「とびだせヤクルトスワローズ」（作詞：菅野さほ子、作曲：鈴木淳）が制定され、2008年（平成20年）まで使用された。
「アトムズマーチ」は今日までCD音源への収録が行われていないが、2012年（平成24年）1月9日にNHK-FM放送の特別番組『セパ対抗! 今日は一日“プロ野球ソング”三昧IN福岡』でボニージャックス版が流されている。